# Raon-aux-Bois
Raon-aux-Bois ist eine französische Gemeinde mit 1207 Einwohnern (Stand 1. Januar 2022) im Département Vosges in der Region Grand Est. Sie gehört zum Arrondissement Épinal und zum Gemeindeverband agglomération d’Épinal.

## Geografie

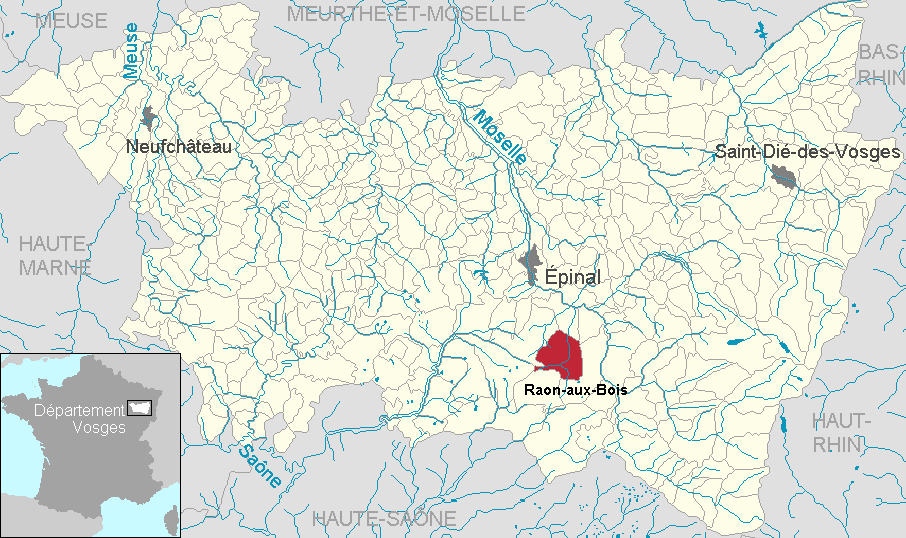
Lage der Gemeinde Raon-aux-Bois
im Département Vosges

Das 24 km² große Gemeindegebiet von Raon-aux-Bois liegt im östlichen Winkel des Hochplateaus Vôge, etwa 18 Kilometer südlich der Stadt Épinal und acht Kilometer nordwestlich von Remiremont. Die Niche durchfließt auf ihrem Weg zur Mosel das Gemeindegebiet von Süden nach Norden und nimmt dabei einige Bäche auf, deren Täler wie das Nichetal selbst die Siedlungs- und Verkehrsachsen bilden. Mit 591 Metern über dem Meer wird im Osten des Gemeindeareals der höchste Punkt erreicht.
Wälder bedecken die Hälfte des Gemeindegebietes, insbesondere im Osten und Süden. Die landwirtschaftlichen Nutzflächen beschränken sich auf ca. 200 ha im Nordwesten sowie einige Rodungsinseln im Südwesten.
Während Raon-aux-Bois aus einem Kern um die Kirche wuchs, hat der Ortsteil La Racine einen sehr aufgelockerten Siedlungscharakter. Neben dem langgezogenen Ortsteil Raon Basse gehören auch die Weiler La Chaoteuse und Le Pransieux zu Raon-aux-Bois.
Nachbargemeinden von Raon-aux-Bois sind Arches im Norden, Pouxeux im Nordosten, Saint-Nabord im Osten und Süden, Bellefontaine und Xertigny im Südwesten sowie Hadol im Westen und  Nordwesten.

## Geschichte
Zwischen dem 15. und 16. Jahrhundert wurde das Gebiet um Raon-aux-Bois von Bellefontaine aus neu besiedelt, nachdem es wahrscheinlich über 100 Jahre lang wüst lag.
Die einzelnen Weiler im heutigen Gemeindegebiet gehörten teilweise zum Kapitel in Remiremont, zum Ban von Arches sowie zu Dommartin. Die in der Zeit der Französischen Revolution neu geschaffene Gemeinde Raon-aux-Bois war von 1790 bis 1801 Teil des Kantons von Éloyes.
Im neunzehnten Jahrhundert hielt die Industrialisierung auch in diesem bisher von Wald- und Weidewirtschaft lebendem Gebiet Einzug. Die Zahl der Einwohner lag damals bei etwa 2000. Bis in die 1950er Jahre waren eine Spinnerei und eine Stärkefabrik in Raon-aux-Bois ansässig.

### Bevölkerungsentwicklung
| Jahr      | 1962 | 1968 | 1975 | 1982 | 1990 | 1999 | 2011 | 2022 |
| Einwohner | 541  | 630  | 598  | 820  | 1061 | 1010 | 1233 | 1207 |

Im Jahr 1846 wurde mit 2014 Bewohnern die bisher höchste Einwohnerzahl ermittelt. Die Zahlen basieren auf den Daten von cassini.ehess und INSEE.

## Sehenswürdigkeiten
- Kirche Saint-Amé mit einem Altar aus dem 18. Jahrhundert, der als Monument historique eingestuft wurde

Turm und Schiff der Kirche St. Amé in Raon-aux-Bois
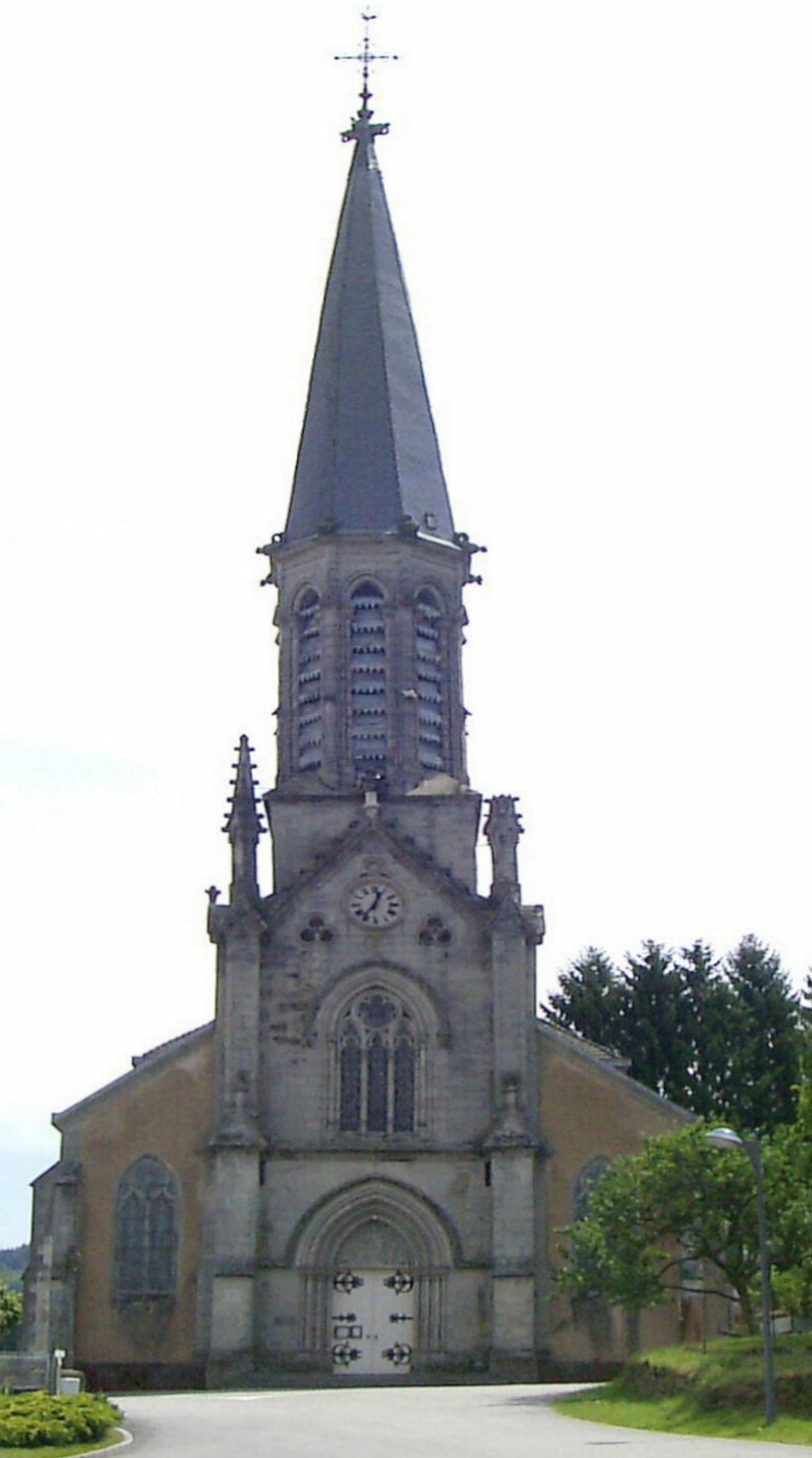
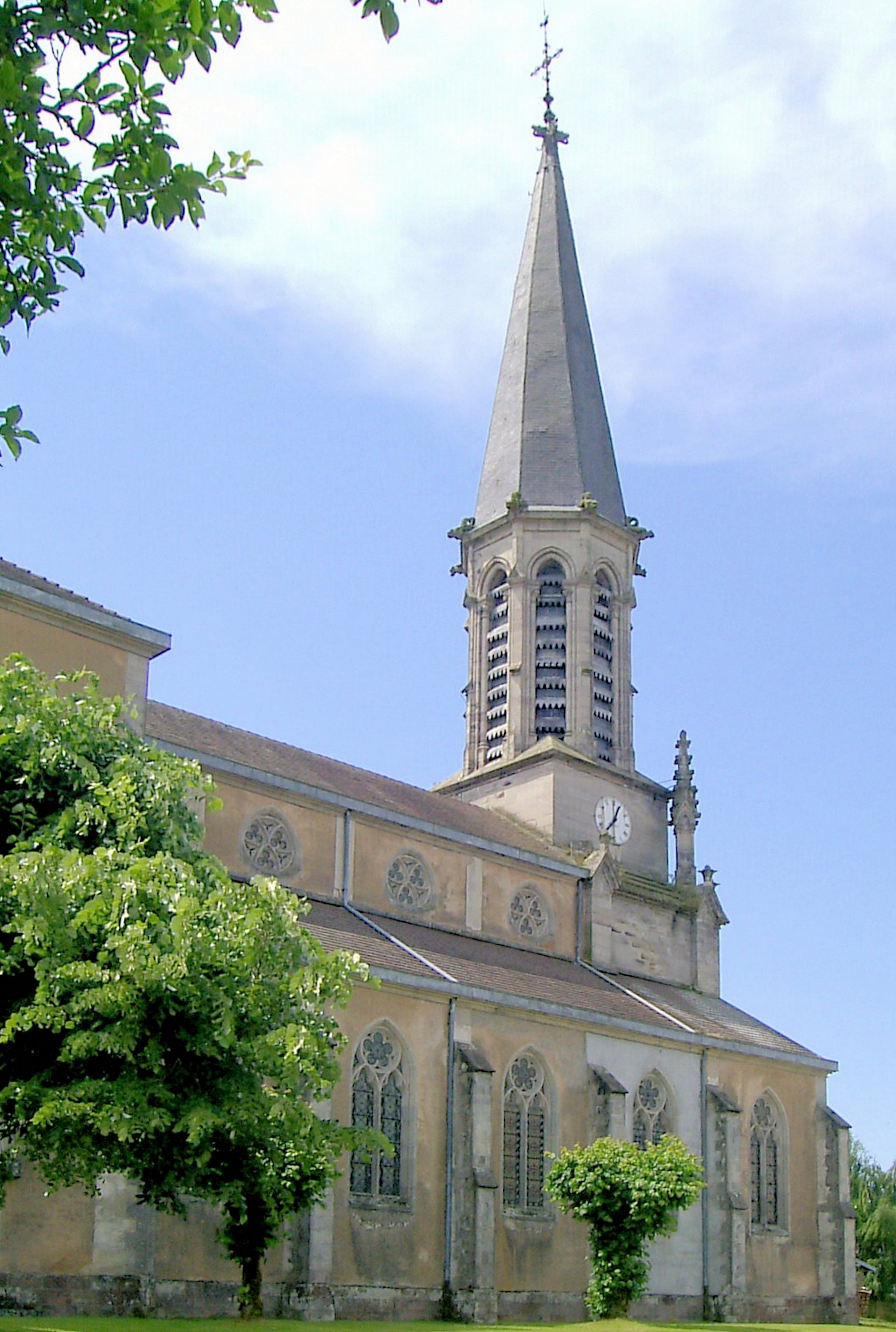

## Wirtschaft und Infrastruktur
In Raon-aux-Bois sind 15 Landwirtschaftsbetriebe (Getreide-, Gemüse- und Obstanbau, Milchwirtschaft, Zucht von Pferden, Rindern und Geflügel) sowie kleine Handwerks- und Dienstleistungsunternehmen ansässig. Die Holzindustrie hat im Ort eine sehr lange Tradition. So hat sich ein Betrieb auf den Holzzuschnitt für moderne Blockhütten spezialisiert. Viele Einwohner pendeln in die Gewerbegebiete des nahen Moseltales.
Die Gemeinde ist Grundschul- und Kindergartenstandort und verfügt über eine Post- sowie eine Bankfiliale.
Über die Départementsstraße 34 ist Raon-aux-Bois mit Hadol und Remiremont verbunden. Weitere Straßenverbindungen führen nach Arches an der Mosel sowie nach Bellefontaine.

## Persönlichkeiten
Mit Julien Absalon (* 1980) und Estelle Vuillemin hat die Gemeinde bereits zwei Weltklasse-Mountainbiker hervorgebracht.

## Belege
1. ↑  Raon-aux-Bois auf vosges-archives.com (Memento des Originals vom 3. März 2016 im Internet Archive)  Info: Der Archivlink wurde automatisch eingesetzt und noch nicht geprüft. Bitte prüfe Original- und Archivlink gemäß Anleitung und entferne dann diesen Hinweis. (französisch)
2. ↑  Raon-aux-Bois auf cassini.ehess
3. ↑  Raon-aux-Bois auf INSEE
4. ↑  Landwirtschaftsbetriebe auf annuaire-mairie.fr (französisch)